# Monuments de la musique ancienne
Monuments de la musique ancienne (deutsch: Denkmäler alter Musik) ist die Série I der Publications de la Société française de musicologie, d. h. der Veröffentlichungen der  Französischen musikwissenschaftlichen Gesellschaft (die Serie II enthält: Documents, inventaires et catalogues; Serie III: Etudes). Sie erscheint in Paris seit 1925.

## Inhaltsübersicht
- I (1925), Deux livres d’orgue (v. 1531 bei Pierre Attaingnant)
- II (1926), Oeuvres inédites de Beethoven
- III-IV (1927/29, fälschlich IV-V nummeriert), Chansons au luth et airs de cour français. (aus dem 16. Jh.)
- V (1930), Treize motets et un prélude reduits en la tablature des orgues (Pierre Attaingnants Slg v. 1531)
- VI-VII (1931–33), Denis Gaultier, La Rhétorique des Dieux et autres pieces de luth (Faksimile und Übertragung)
- VIII (1934), Jean-Henri d’Anglebert, Pieces de clavecin (web)
- IX (1935), Jean-Joseph Cassanéa de Mondonville, Pièces de clavecin en sonates avec accompagnement de violon (web)
- X (1936), Le manuscrit de musique polyphonique du tresor d’Apt (geistliche Werke, Ende 14. – Anfang 15. Jh.)
- XI-XII (1944–48), François-Adrien Boieldieu, Sonates pour le Piano-Forte
- XIII (1952), Gilles Jullien, Premier livre d’orgue (web)
- XIV (1958), Guillaume Nivers, Troisieme livre d’orgue (web)
- XV (1959), Gautier de Coincy, Les chansons à la Vierge
- XVI (I960), Airs de cour pour voix et luth (1603–1643)
- XVII (1963), Anthologie du motet latin polyphonique en France (1609–1661)